# Gare de La Iberia
La Iberia est le nom d'une gare de la Ligne C-1 du réseau de la Renfe Cercanías de Bilbao, entre les gares de Portugalete et de Sestao.
La gare est située dans la localité de Sestao, avec l'Aciérie Compacta de Bizkaia, du groupe Arcelor, et avec les hauts-fourneaux de Biscaye, aujourd'hui en désuétude, qu'il desservait. Actuellement la gare rend des services aux travailleurs de l'aciérie, ainsi qu'aux habitants du quartier.
On[Qui ?] a récemment annoncé la reconstruction de l'unique haut-fourneau qui reste debout et sa reconversion en musée de la sidérurgie, raison pour laquelle la gare de La Iberia sera déplacée jusqu'aux pieds de ce haut-fourneau et pourra ainsi emmener les visiteurs du musée.

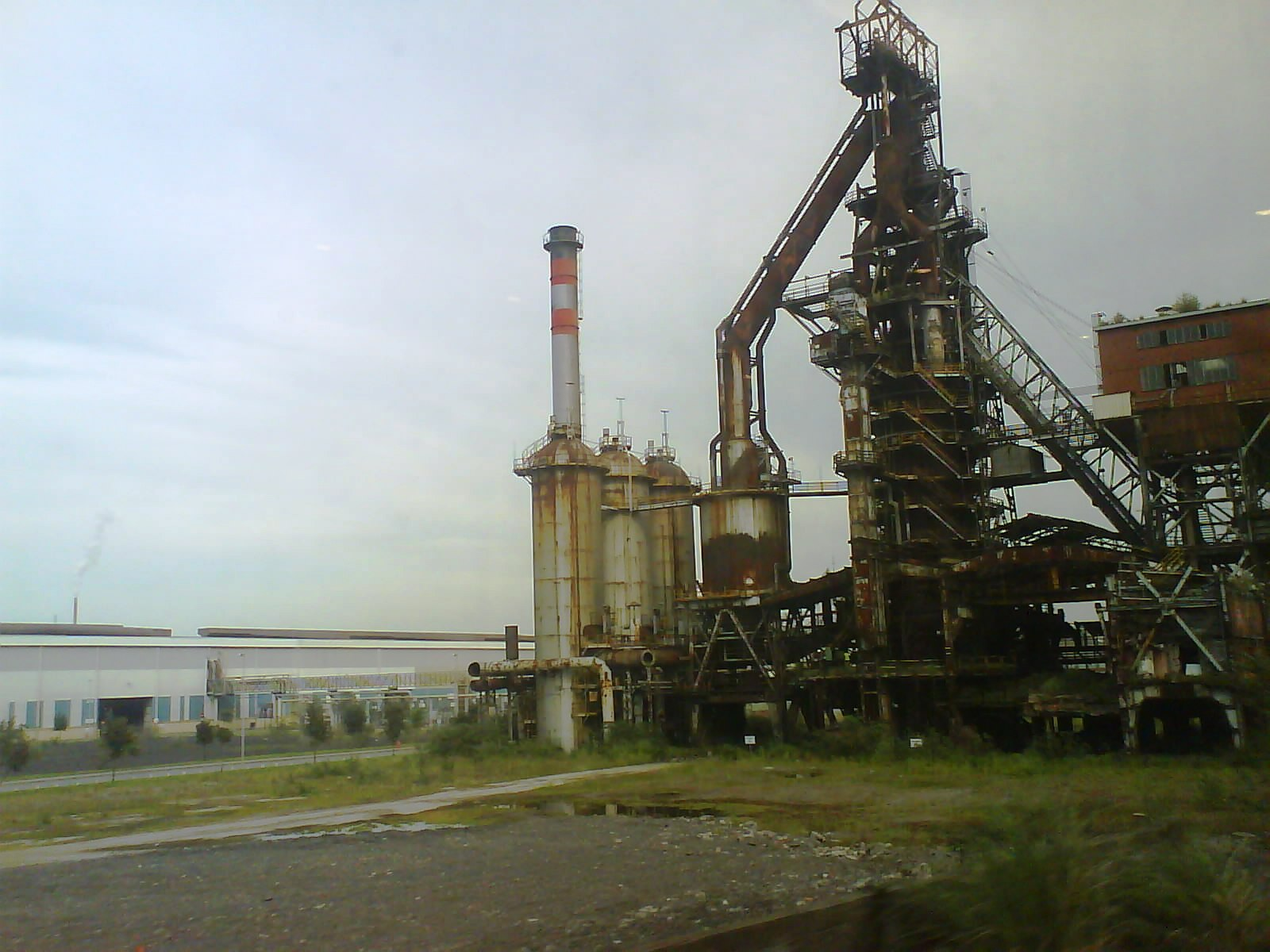
La nouvelle gare de La Iberia se situera près du haut-fourneau, converti en musée.

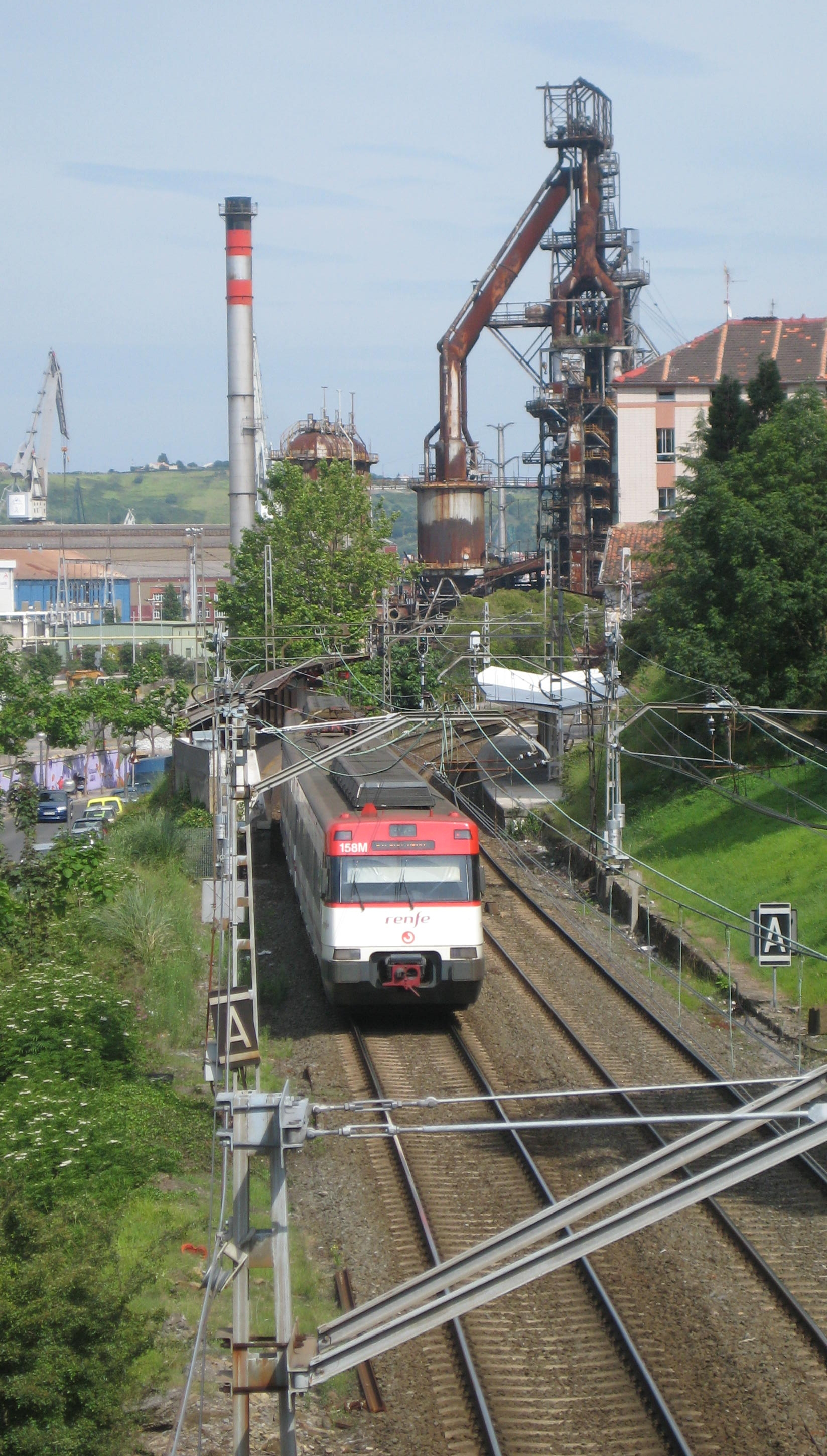
Situation actuelle de la gare.

| Provenance/Destination | <           | Ligne | >      | Provenance/Destination |
| ---------------------- | ----------- | ----- | ------ | ---------------------- |
| Santurtzi              | Portugalete |       | Sestao | Bilbao-Abando          |

## Autres gares de la municipalité
A Sestao on trouve aussi les gares de Renfe Cercanías suivantes :
- Sestao
- Galindo

Du Metro de Bilbao deux autres :
- Urbinaga
- Sestao

## Voir également
- Ligne C1 (Cercanias Bilbao)
- Renfe Cercanías Bilbao